# Órgano de la Basílica de Nuestra Señora de Luján

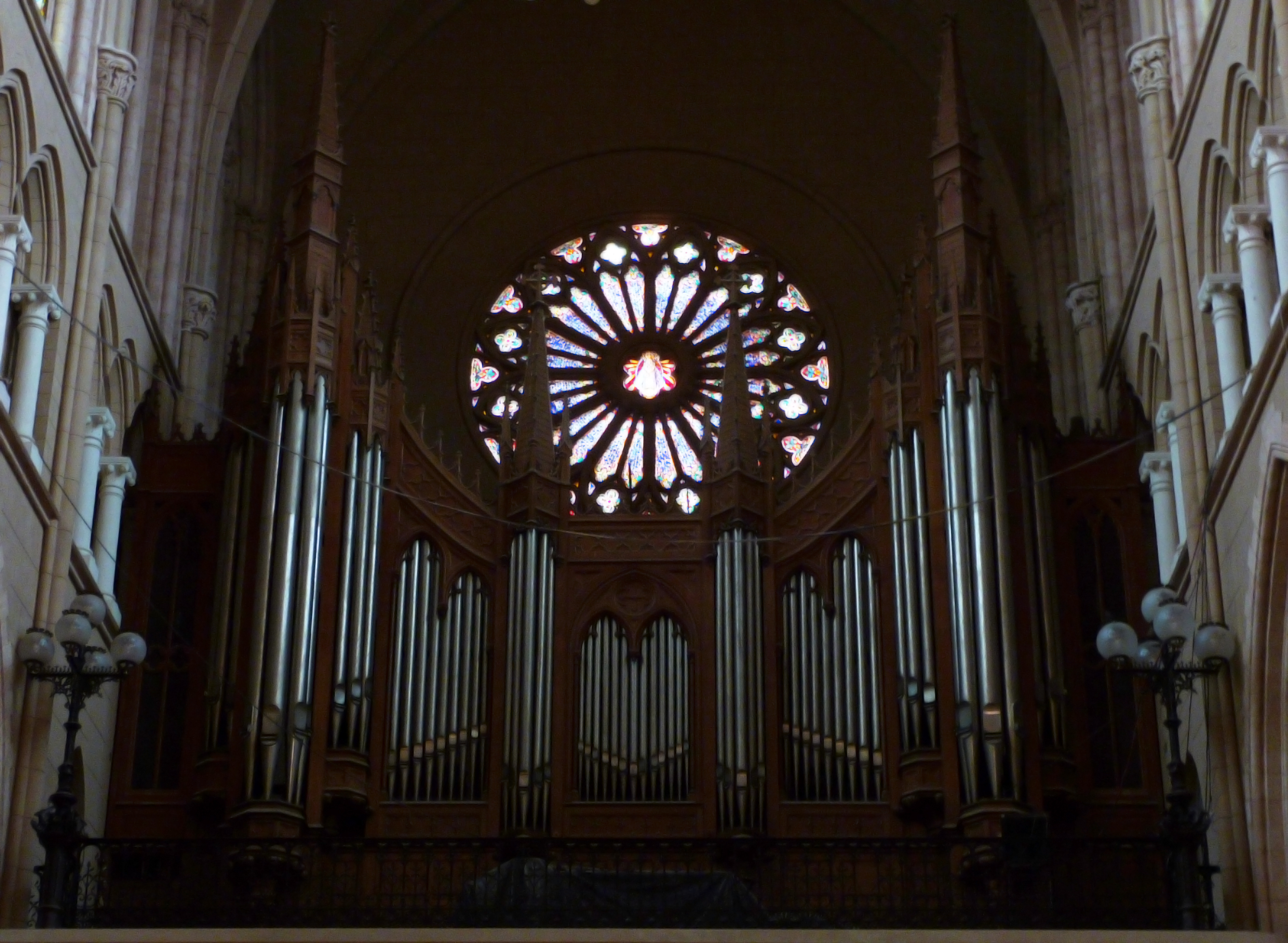
Órgano Mutin-Cavaille-Coll.

El órgano de Basílica de Nuestra Señora de Luján es un órgano del tipo tubular fabricado por la firma francesa Mutin-Cavaillé-Coll, fue instalado en 1908 en dicho templo en la ciudad de Luján, en la provincia de Buenos Aires, Argentina. Posee tres manuales, pedalera, 4980 tubos de estaño, plomo y madera, agrupados en 49 registros. A diferencia de muchos Cavaillé-Coll que sufrieron cambios en su tipo de acción y otras reformas, este se encuentra inalterado. El órgano entro en desuso en la década de 1970 y en la actualidad solo funcionan una docena de registros.

## Historia
No hay mucha información sobre como llegó el órgano a la ciudad, pero el padre Salvaire, un nombre importante en la construcción del templo, estudio en París (1861-1871) y retornó en algún momento allí para comprar la corana para la Virgen en 1886, por lo que se sugiere que es probable que haya realizado las gestiones para comprar el instrumento.
Durante la Segunda Guerra Mundial se compró una nueva consola de origen alemán para modernizar el instrumento, pero la misma no se instaló por la negativa del parraco del templo que dijo "mientas yo este aquí, nada de origen alemán".
Entre 1944 y 1974 el organista italiano Juan Bautista Milanese graduado en el "Conservatori Benedeto Marcello" de Venecia se convirtió en el organista titular de la Basílica. Sin embargo luego de su partida, el instrumento dejó de recibir el mantenimiento correspondiente, y para 1976 se dejó de usar. Tenía un registro de trompetas en "chamade" que fueron desmontadas y quedaron dañadas. En 1987 se presupuesto una reparación, pero la misma no se concretó.
A mediados de la década de 1990 fue declarado Monumento Histórico Nacional.
En 2003 el presidente Néstor Kirchner y Julio de Vido con el visto bueno del obispo Héctor Rubén Di Monte acordaron reparar el órgano en el marco de un conjunto de obras de restauración de la Basílica. Se realizó un presupuesto para el órgano recién en 2015, para lo cual un técnico francés se hospedó una semana en la ciudad para estudiar la reparación, que fue presupuestada en 1,2 millones de euros. Los fondos eran parte del presupuesto que había sido conferido a las empresas encargadas de refaccionar el templo, Teximco y Crearurban (creada por el empresario Ángelo Calcaterra). El órgano se iba a reparar en una tercera etapa dentro de la refacción general de la Basílica, pero como las obras del órgano demoraban, un grupo de personas interesadas en el proyecto, entre ellos el organero Rafael Ferreyra, crearon una Asociación de Amigos del Órgano. Estuvieron presentes en varias reuniones en la Dirección Nacional de Arquitectura, dirigida por Guillermo Frontera, dependiente de la secretería de Jose Lopez, ambos funcionarios denunciados por corrupción. Los curas no asistieron a las reuniones, y al igual que Jorge Bergoglio nunca tuvieron interés en la restauración del órgano. Luego de que el oficialismo perdiera las elecciones, la obra de restauración del órgano se detuvo por completo.

## Características
El órgano posee tres manuales, pedalera, 4980 tubos de estaño, plomo y madera, agrupados en 49 registros, y es el órgano con la mayor presión de aire del país. El instrumento es una síntesis de los elementos sinfónicos románticos y los nuevos ideales neoclásicos que Charles Mutin comenzaba a introducir en sus trabajos antes que cualquier otro constructor de órganos. Mide 14 metros de frente y 7 de profundidad, y su peso es de 12 toneladas.

## Disposición
| Manual I: Grand Orgue |                  |       |
| 01.                   | Montre           | 016’  |
| 02.                   | Bourdon          | 016’  |
| 03.                   | Montre           | 08’   |
| 04.                   | Violoncelle      | 08’   |
| 05.                   | Flûte harmonique | 08’   |
| 06.                   | Bourdon          | 08’   |
| 07.                   | Prestant         | 04’   |
| 08.                   | Jubal            | 08’   |
| 09.                   | Bombarde         | 016’  |
| 010.                  | Trompette        | 08’   |
| 011.                  | Clairon          | 04’   |
| 012.                  | Cornet           | 0V    |
| 013.                  | Fourniture       | 0IV   |
| 014.                  | Quinte           | 02 ⅔’ |
| 015.                  | Doublette        | 02’   |

| 0 | Acoplamientos y otros   | 0 |
| 0 | Anches GO               |   |
| 0 | Suboctave GO            |   |
| 0 | Appel GO                |   |
| 0 | Pos/GO                  |   |
| 0 | Récit/GO                |   |
| 0 | Octaves Graves Récit/GO |   |

| Manual II: Positif |                |        |
| 01.                | Principal      | 08’    |
| 02.                | Salicional 08’ |        |
| 03.                | Unda maris     | 08’    |
| 04.                | Cor de nuit    | 08’    |
| 05.                | Flûte douce    | 04’    |
| 06.                | Nazard         | 02 ⅔ ’ |
| 07.                | Flautino       | 02’    |
| 08.                | Clarinette     | 08’    |

| 0 | Acoplamientos y otros      | 0 |
| 0 | Anches Positif             |   |
| 0 | Accouplement Récit/Positif |   |

| Manual III: Récit |                   |      |
| 01.               | Diapason          | 08’  |
| 02.               | Flûte traverseire | 08’  |
| 03.               | Bourdon           | 08’  |
| 04.               | Gambe             | 08’  |
| 05.               | Voix Céleste      | 08’  |
| 06.               | Flûte octaviante  | 04’  |
| 07.               | Octavin           | 02   |
| 08.               | Fourniture        | 0III |
| 09.               | Basson            | 016’ |
| 010.              | Trompette royale  | 08’  |
| 011.              | Basson-hautbois   | 08’  |
| 012.              | Voix humaine      | 08’  |
| 013.              | Cor harmonique    | 04’  |
| 014.              | Tuba magna        | 016’ |
| 015.              | Tuba mirabilis    | 08’  |
| 016.              | Cor harmonique    | 04’  |

| 0 | Acoplamientos y otros | 0 |
| 0 | Tremulant             |   |
| 0 | Expression Récit      |   |
| 0 | Anches Chamades       |   |
| 0 | Appel Récit           |   |
| 0 | Suboctave Récit       |   |
| 0 | Superoctave Récit     |   |

| Pédale |                |        |
| 1.     | Quinte         | 10 ⅔ ‘ |
| 2.     | Flûte          | 16’    |
| 3.     | Contrebasse    | 16’    |
| 4.     | Contras pedale | 16’    |
| 5.     | Soubasse       | 16’    |
| 6.     | Basse          | 8’     |
| 7.     | Violon         | 8’     |
| 8.     | Bourdon        | 8’     |
| 9.     | Bombarde       | 16’    |
| 10.    | Trompette      | 8’     |
| 11.    | Flûte          | 4’     |

| 0 | Acoplamientos y otros | 0 |
| 0 | GO/Ped                |   |
| 0 | Pos/Ped               |   |
| 0 | Rec/Ped               |   |
| 0 | Anches Ped            |   |